# Чемпіони України з бадмінтону
Список чемпіонів України з бадмінтону починаючи з 1992 року.
| Рік  | Чоловіча одиночна категорія  | Чоловіча парна категорія                                  | Жіноча одиночна категорія   | Жіноча парна категорія                            | Змішана парна категорія                           |
| 1992 | Дружченко Владислав (Дніпро) | Дружченко Владислав — Стрільцов Валерій (Дніпро)          | Євтушенко Вікторія (Дніпро) | Євтушенко Вікторія — Литвиненко Тетяна (Дніпро)   | Дружченко Владислав — Євтушенко Вікторія (Дніпро) |
| 1993 | Дружченко Владислав (Дніпро) | Дружченко Владислав — Стрільцов Валерій (Дніпро)          | Ноздрань Олена (Дніпро)     | Євтушенко Вікторія — Литвиненко Тетяна (Дніпро)   | Стрільцов Валерій — Євтушенко Вікторія (Дніпро)   |
| 1994 | Дружченко Владислав (Дніпро) | Стрільцов Валерій — Татранов Костянтин (Дніпро)           | Ноздрань Олена (Дніпро)     | Євтушенко Вікторія — Ноздрань Олена (Дніпро)      | Дружченко Владислав — Євтушенко Вікторія (Дніпро) |
| 1995 | Дружченко Владислав (Дніпро) | Стрільцов Валерій — Татранов Костянтин (Дніпро)           | Ноздрань Олена (Дніпро)     | Євтушенко Вікторія — Ноздрань Олена (Дніпро)      | Дружченко Владислав — Євтушенко Вікторія (Дніпро) |
| 1996 | Татранов Костянтин (Дніпро)  | Стрільцов Валерій — Татранов Костянтин (Дніпро)           | Ноздрань Олена (Дніпро)     | Євтушенко Вікторія — Ноздрань Олена (Дніпро)      | Дружченко Владислав — Євтушенко Вікторія (Дніпро) |
| 1997 | Дружченко Владислав (Дніпро) | Стрільцов Валерій — Татранов Костянтин (Дніпро)           | Ноздрань Олена (Дніпро)     | Євтушенко Вікторія — Ноздрань Олена (Дніпро)      | Дружченко Владислав — Євтушенко Вікторія (Дніпро) |
| 1998 | Дружченко Владислав (Дніпро) | Стрільцов Валерій — Татранов Костянтин (Дніпро)           | Ноздрань Олена (Дніпро)     | Євтушенко Вікторія — Ноздрань Олена (Дніпро)      | Стрільцов Валерій — Ноздрань Олена (Дніпро)       |
| 1999 | Дружченко Владислав (Дніпро) | Стрільцов Валерій — Татранов Костянтин (Дніпро)           | Єсипенко Наталія (Харків)   | Головкіна Наталія — Єсипенко Наталія (Харків)     | Дружченко Владислав — Євтушенко Вікторія (Дніпро) |
| 2000 | Дружченко Владислав (Дніпро) | Мизніков Дмитро — Славгородський Дмитро (Харків, Київ)    | Ноздрань Олена (Дніпро)     | Головкіна Наталія — Єсипенко Наталія (Харків)     | Дружченко Владислав — Євтушенко Вікторія (Дніпро) |
| 2001 | Дружченко Владислав (Дніпро) | Дружченко Владислав — Татранов Костянтин (Дніпро)         | Ноздрань Олена (Дніпро)     | Колоскова Ірина — Ноздрань Олена (Львів, Дніпро)  | Дружченко Владислав — Ноздрань Олена (Дніпро)     |
| 2002 | Дружченко Владислав (Дніпро) | Дружченко Владислав — Стрільцов Валерій (Дніпро)          | Ноздрань Олена (Дніпро)     | Грига Лариса — Ноздрань Олена (Дніпро)            | Дружченко Владислав — Ноздрань Олена (Дніпро)     |
| 2003 | Дружченко Владислав (Дніпро) | Дружченко Владислав — Мізін Михайло (Дніпро)              | Головкіна Наталія (Харків)  | Бардакова Олександра — Грига Лариса (Дніпро)      | Дружченко Владислав — Ноздрань Олена (Дніпро)     |
| 2004 | Дружченко Владислав (Дніпро) | Мізін Михайло — Стрільцов Валерій (Дніпро)                | Ноздрань Олена (Дніпро)     | Грига Лариса — Ноздрань Олена (Дніпро)            | Дружченко Владислав — Ноздрань Олена (Дніпро)     |
| 2005 | Дружченко Владислав (Дніпро) | Дружченко Владислав — Мізін Михайло (Дніпро)              | Ноздрань Олена (Дніпро)     | Грига Лариса — Ноздрань Олена (Дніпро)            | Дружченко Владислав — Ноздрань Олена (Дніпро)     |
| 2006 | Дружченко Владислав (Дніпро) | Дружченко Владислав — Мізін Михайло (Дніпро)              | Ноздрань Олена (Дніпро)     | Грига Лариса — Ноздрань Олена (Дніпро)            | Дружченко Владислав — Ноздрань Олена (Дніпро)     |
| 2007 | Завадський Дмитро (Харків)   | Атращенков Валерій — Мизніков Дмитро (Харків)             | Грига Лариса (Дніпро)       | Грига Лариса — Ноздрань Олена (Дніпро)            | Дружченко Владислав — Ноздрань Олена (Дніпро)     |
| 2008 | Завадський Дмитро (Харків)   | Дружченко Владислав — Мартиненко Максим (Дніпро)          | Грига Лариса (Дніпро)       | Грига Лариса — Прус Олена (Дніпро, Харків)        | Завадський Дмитро — Діптан Марія (Харків)         |
| 2009 | Завадський Дмитро (Харків)   | Завадський Дмитро — Конов Віталій (Харків)                | Діптан Марія (Харків)       | Кобцева Ганна — Прус Олена (Харків)               | Завадський Дмитро — Діптан Марія (Харків)         |
| 2010 | Атращенков Валерій (Харків)  | Атращенков Валерій — Дружченко Владислав (Харків, Дніпро) | Діптан Марія (Харків)       | Кобцева Ганна — Прус Олена (Харків)               | Завадський Дмитро — Діптан Марія (Харків)         |
| 2011 | Завадський Дмитро (Харків)   | Атращенков Валерій — Дружченко Владислав (Харків, Дніпро) | Грига Лариса (Дніпро)       | Кобцева Ганна — Прус Олена (Харків)               | Атращенков Валерій — Прус Олена (Харків)          |
| 2012 | Атращенков Валерій (Харків)  | Атращенков Валерій — Дружченко Владислав (Харків, Дніпро) | Улітіна Марія (Дніпро)      | Грига Лариса — Кобцева Ганна (Дніпро, Харків)     | Дружченко Владислав — Войцех Наталія (Дніпро)     |
| 2013 | Завадський Дмитро (Харків)   | Атращенков Валерій — Почтарьов Євген (Харків)             | Грига Лариса (Дніпро)       | Діптан Марія — Жарка Єлизавета (Харків)           | Завадський Дмитро — Діптан Марія (Харків)         |
| 2014 | Завадський Дмитро (Харків)   | Атращенков Валерій — Натаров Геннадій (Харків)            | Улітіна Марія (Дніпро)      | Войцех Наталія — Жарка Єлизавета (Дніпро, Харків) | Атращенков Валерій — Жарка Єлизавета (Харків)     |
| 2015 | Завадський Дмитро (Харків)   | Натаров Геннадій — Почтарьов Артем (Харків)               | Улітина Марія (Дніпро)      | Войцех Наталія — Жарка Єлизавета (Дніпро, Харків) | Атращенков Валерій — Жарка Єлизавета (Харків)     |
| 2016 | Завадський Дмитро (Харків)   | Атращенков Валерій — Завадський Дмитро (Харків)           | Улітіна Марія (Дніпро)      | Войцех Наталія — Жарка Єлизавета (Дніпро, Харків) | Атращенков Валерій — Жарка Єлизавета (Харків)     |
| 2017 | Почтарьов Артем (Харків)     | Натаров Геннадій — Почтарьов Артем (Харків)               | Улітіна Марія (Дніпро)      | Казарінова Юлія — Прус Олена (Миколаїв, Харків)   | Атращенков Валерій — Жарка Єлизавета (Харків)     |
| 2018 | Почтарьов Артем (Харків)     | Атращенков Валерій — Почтарьов Артем (Харків)             | Улітіна Марія (Дніпро)      | Ільїнська Марина — Жарка Єлизавета (Харків)       | Атращенков Валерій — Жарка Єлизавета (Харків)     |
| 2019 | Почтарьов Артем (Харків)     | Атращенков Валерій — Почтарьов Артем (Харків)             | Улітіна Марія (Дніпро)      | Ільїнська Марина — Жарка Єлизавета (Харків)       | Атращенков Валерій — Жарка Єлизавета (Харків)     |
| 2020 | Боснюк Данило (Дніпро)       | Конов Віталій — Шмундяк Олександр (Харків, Дніпро)        | Улітіна Марія (Дніпро)      | Войцех Наталія — Улітіна Марія (Дніпро)           | Атращенков Валерій — Рудакова Валерія (Харків)    |
| 2021 | Боснюк Данило (Дніпро)       | Конов Віталій — Шмундяк Олександр (Харків, Дніпро)        | Бугрова Поліна (Харків)     | Бугрова Поліна — Собко Яна (Харків)               | Боснюк Данило — Паксютова Євгенія (Дніпро)        |